# Султан Мухаммед (Тимурид)
Султан Мухаммад Мирза (годы рождения и смерти неизвестны) — принц из династии Тимуридов, сын Миран-шаха и внук великого среднеазиатского завоевателя, правителя Турана Амира Темура. О его жизни мало что известно, через своего сына Султана Абу-Сеида Мирзу он был прадедом Бабура, основателя Империи Великих Моголов в Индии.

## Биография
О Султан Мухаммаде в источниках сохранилось крайне мало сведений.
Мухаммад Мирза был шестым сыном Миран-шаха (1366—1408), третьего сына Тамерлана. По сведению Абу-ль-Фадль Аллами, великого визиря его потомка Акбара, матерью Мухаммада Мирзы была Михр Нуш из племени фулад кийя. Востоковед Генри Беверидж утверждает, что, хотя он и не знает об этом племени, тот факт, что Мухаммед Мирза описан как живущий со своим братом Халилом Султаном, предполагает, что эти двое, вероятно, были родными братьями. Это означало бы, что «Михр Нуш» было альтернативным именем для матери Халила Султана Ханзады Бегум, дочери Ак Суфи Кункирата из Хорезма и внучки Джанибека, хана Золотой Орды.

## Смерть
Дата смерти Мухаммеда Мирзы не сообщается. Зафар-наме не включает его имя среди тридцати шести сыновей и внуков Тимура, которые были живы по состоянию на 807 хиджру (1404—1405 годы). Это, а также тот факт, что он не был упомянут Гонсалесом де Клавихо во время своего визита в 1404 году ко двору Тимура, привело Генри Бевериджа к теории, что Мухаммеда Мирзы к этому моменту уже не было в живых, он умер раньше своего отца и деда. Однако это противоречит тому, что он жил с Халилом Султаном в 1410 году, во время правления их дяди Шахруха.
Во время своей смертельной болезни Мухаммада Мирзу посетил его двоюродный брат Улугбек, с которым он поддерживал тесные отношения. Умирающий принц поручил Улугбеку опекунство над своим сыном Абу-Сеид Мирзой, который затем воспитывался под его опекой
.

## Потомки
- Манучир Мирза (ум. 1468)
  - Малик Мухаммад
- Абу-Сеид Мирза (1424—1469)
  - Султан Ахмед Мирза
  - Султан Махмуд Мирза
  - Улугбек Мирза
  - Умар Шайх Мирза
    - Захир-уд-дин Мухаммад Бабур (1483—1530)
      - Императоры Великих Моголов

    - Джахангир Мирза (1485—1508)
    - Насир Мирза (1487—1515)